# Brotherhood of Man
Brotherhood of Man (La hermandad del hombre en español) es una formación vocal de música pop británica muy popular en la década de 1970.
Ganaron el Festival de la Canción de Eurovisión 1976 con el tema Save your kisses for me que fue número #1 en varios países, entre ellos en el Reino Unido donde se convirtió en el undécimo single más vendido de la historia. A su vez fue elegida como una de las mejores canciones de la historia de Eurovisión en el 50 Aniversario del festival. Consiguieron colocar tres sencillos en el Top 1 de las listas inglesas.

## Integrantes
- Nicky Stevens (nacido el 3 de diciembre de 1951, en Carmarthen, Gales).
- Sandra Stevens (23 de noviembre de 1949, en Leeds, Yorkshire).
- Martin Lee (26 de noviembre de 1949, en Surrey).
- Lee Sheriden (11 de abril de 1949, en Bristol).
- Barry Upton (25 de febrero de 1954, en Hastings, Sussex)

## Discografía

### Sencillos
- United We Stand - (1970) - UK singles chart - #10.
- Where Are You Going To My Love - (1970) - UK #22.
- Reach Out Your Hand
- Lady
- Kiss Me, Kiss Your Baby
- Save Your Kisses for Me - (1976) - UK #1.
- My Sweet Rosalie - (1976) - UK #30.
- New York City
- Oh Boy (The Mood I'm In) - (1977) - UK #8.
- Angelo - (1977) - UK #1.
- Highwayman
- Figaro - (1978) - UK #1.
- Beautiful Lover - (1978) - UK #15.
- Middle Of The Night - (1978) - UK #41.
- Papa Louis
- Lightning Flash - (1982) - UK #67.

### Álbumes
- United We Stand (Deram, 1970)
- We're the Brotherhood of Man (Deram, 1972)
- The World of the Brotherhood of Man (Decca, 1973)
- Good Things Happening (Dawn, 1974)
- Love and Kisses (Pye, 1976)
- Oh Boy! (Pye, 1977)
- Images (Pye, 1977)
- B for Brotherhood (Pye, 1978)
- Twenty Greatest (K-tel/Pye, 1978)
- Higher Than High (Pye, 1979)
- Singing a Song (Pye, 1979)
- Good Fortune (Dazzle, 1980)
- Sing 20 Number One Hits (Warwick, 1980)
- 20 Disco Greats / 20 Love Songs (Warwick, 1981)
- Lightning Flash (EMI, 1983)
- The Butterfly Children (1992)
- Greenhouse (1997)
- The Seventies Story (2002)